# 科利歐
科利歐（Colihaut）是加勒比海島國多米尼克聖彼得區的一个村莊，也是該區的首府和最大村莊，位於該島西北海岸，羅索和樸茨茅夫之間，海拔高度11米，2001年人口773人。
1. ↑  Commonwealth of Dominica, Population and Housing Census — 2001. Roseau, Dominica: Central Statistical Office, Ministry of Finance and Planning, Kennedy Avenue, 2001.